# 小松美保
小松 美保（こまつ みほ、5月18日 - ）とは元宝塚歌劇団月組トップ娘役。東京都出身。
川村学園出身。宝塚歌劇団時代の公称身長は159cm。宝塚歌劇団時代の愛称はケイコちゃん。

## 来歴・人物
1965年、宝塚音楽学校入学。
1967年、53期生として宝塚歌劇団に入団。星組公演『世界は一つ』で初舞台を踏む。入団時の成績は54人中43位。同年12月9日、月組配属。
1970年、『鷗よ波濤を越えて』で新人公演初ヒロイン。初演の『ベルサイユのばら』ではロザリー役を演じた。
1976年、榛名由梨の相手役として月組トップ娘役に就任。お披露目公演は『紙すき恋歌／バレンシアの熱い花』。同時期に活躍した娘役スターの舞小雪とは、ポスターに二人並んで登場したり、公演によっては舞がヒロインを演じるなど、ほぼ同等の扱いであった。
1980年4月30日、『アンジェリク／仮面舞踏会』の東京公演千秋楽を最後に宝塚歌劇団を退団。

## 宝塚歌劇団時代の主な舞台

### 初舞台・月組時代
1967年
- 星組公演『花風流』／『世界はひとつ』　＊初舞台

1969年
- 『ウエストサイド物語』
- 新宿コマ劇場公演『牛飼い童子』／『嵐が丘』- 新人公演：フランセス 役（本役：千草美景）
- 『怒涛の果て』- 新人公演：八重 役（本役：千草美景）／『アリア・イン・ジャズ』
- 『纏おけさ』- お七 役／『嵐が丘』

1970年
- 『茨木童子』／『ヤング・ガイ!』
- 『鷗よ波濤を越えて』- お比佐 役、新人公演：アミーナ王妃 役（本役：八汐路まり）／『青春のプレリュード』　＊新人公演初ヒロイン

1971年
- 『ドン・ホセの一生』- メルセデス 役、新人公演：カルメン 役（本役：初風諄）／『タイム・マップ』- 踊る女、リオの娘 役　＊新人公演ヒロイン
- 『川は光る』- 天の川の女 役／『人魚姫』- 人魚ルル 役、新人公演：ルイーゼ 役（本役：初風諄）　＊新人公演ヒロイン
- 『ゴールド・ヒル』- エルマ 役／『ハレルヤ』

1972年
- 『さらばマドレーヌ』- ラ・ベニュエル侯爵夫人、新人公演：マドレーヌ 役（本役：初風諄）／『ラ・ロンド』- ジジ 役　＊新人公演ヒロイン
- 『蒼き湖』- メーグレ 役／『グラン・ソレイユ』

1973年
- 『鼓よ空よ響け』／『愛のラプソディ』
- 『霧深きエルベのほとり』- ベティ 役、新人公演：マルギット 役(東京公演)／『ファニー・フィーリング』- 踊る女、ミンキー、少年 役　＊新人公演ヒロイン
- 『秋の宝塚踊り』- 蝶 役／『イフ…』
- 東南アジア公演『宝塚踊り』／『ハロー!タカラヅカ』

1974年
- 『白い朝』- おその 役／『ロマン・ロマンチック』
- 『花のオランダ坂』- ローザ 役／『インスピレーション』- マネキン、ジュリエット 役
- 『秋扇抄』／『ベルサイユのばら』- ロザリー 役

1975年
- 『春鶯囀』- 花里 役／『ラビング・ユー』- フォルクローレの歌手 役
- 『ラムール・ア・パリ』- コゼット 役、代役公演：サラ・ベルナール 役（本役：初風諄）
- 『恋こそ我がいのち』- マチルド 役／『イマージュ』

1976年
- 『スパーク&スパーク』／『長靴をはいた猫』- オングロア 役
- 東京公演『ベルサイユのばらⅢ』- ジャンヌ 役

### 月組トップ娘役時代
1976年
- 『紙すき恋歌』- 志津 役／『バレンシアの熱い花』- イザベラ 役　＊お披露目公演

1977年
- 『風と共に去りぬ』- メラニー・ハミルトン 役
- 『わが愛しのマリアンヌ』- マリアンヌ 役／『ボーイ・ミーツ・ガール』

1978年
- 『祭りファンタジー』／『マイ・ラッキー・チャンス』- ミス・ハッピーⅠ 役
- 『隼別王子の叛乱』- 女鳥 役／『ラブ・メッセージ』

1979年
- 『日本の恋詩』- 鼓の女 役／『カリブの太陽』- ナンシー 役
- 『春愁の記』- 楓 役／『ラ・ベルたからづか』- 淑女1、バラの少女、パリ・エレガント 役
- 宝塚バウホール公演『恋とかもめの六文銭』- 淡島九女弥 役

1980年
- 『アンジェリク』- アンジェリク 役／『仮面舞踏会』　＊退団公演